# Krzynowłoga Mała (gmina)
Krzynowłoga Mała – gmina wiejska w województwie mazowieckim, w powiecie przasnyskim. W latach 1975–1998 gmina położona była w województwie ostrołęckim.
Siedziba gminy to Krzynowłoga Mała.
Według danych z 30 czerwca 2004 gminę zamieszkiwało 3601 osób. Natomiast według danych z 31 grudnia 2019 roku gminę zamieszkiwało 3439 osób.

## Struktura powierzchni
Według danych z roku 2002 gmina Krzynowłoga Mała ma obszar 184,4 km², w tym:
- użytki rolne: 67%
- użytki leśne: 29%

Gmina stanowi 15,14% powierzchni powiatu.

## Demografia

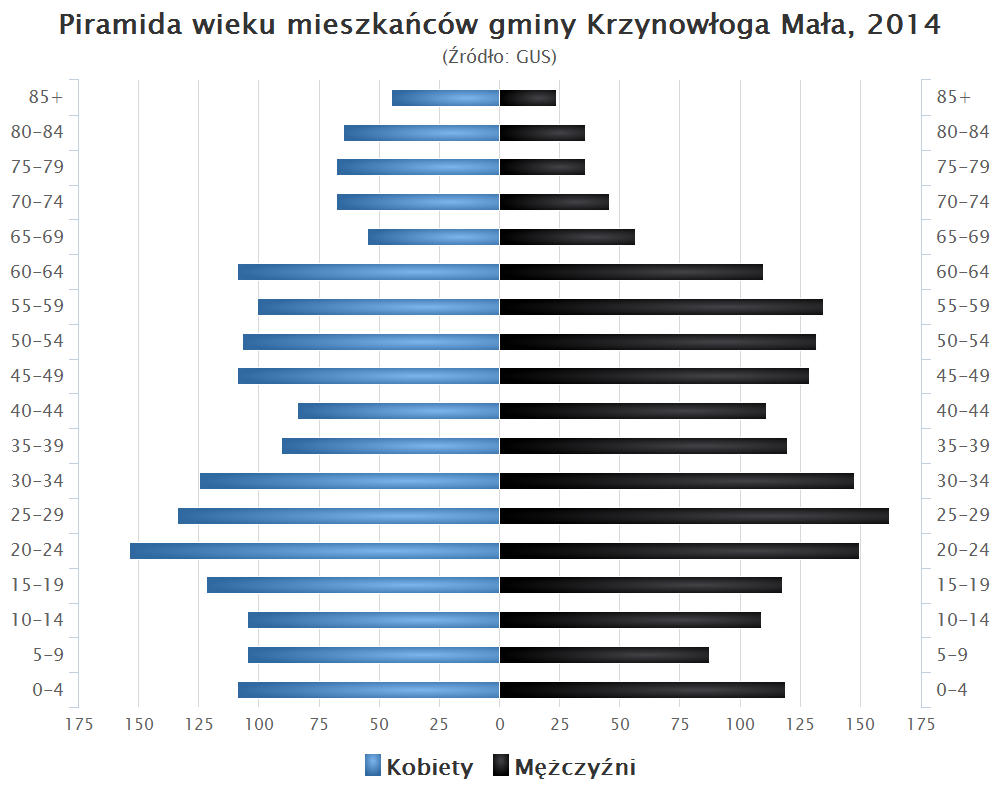
Piramida wieku mieszkańców gminy Krzynowłoga Mała w 2014 roku

Dane z 30 czerwca 2004:
| Opis                              | Ogółem | Ogółem | Kobiety | Kobiety | Mężczyźni | Mężczyźni |
| --------------------------------- | ------ | ------ | ------- | ------- | --------- | --------- |
| jednostka                         | osób   | %      | osób    | %       | osób      | %         |
| populacja                         | 3601   | 100    | 1778    | 49,4    | 1823      | 50,6      |
| gęstość zaludnienia (mieszk./km²) | 19,5   | 19,5   | 9,6     | 9,6     | 9,9       | 9,9       |

## Ludzie związani z gminą Krzynowłoga Mała
- Stefan Arbatowski – prof. Instytutu Badawczego Leśnictwa, poeta
- Stanisław Buczyński – poeta i działacz ludowy
- Barbara Krajewska - poetka ludowa
- Adam Pszczółkowski - historyk genealog

## Sołectwa
Borowe-Chrzczany, Bystre-Chrzany, Chmieleń Wielki, Chmielonek, Cichowo, Czaplice-Bąki, Czaplice-Kurki, Gadomiec-Jędryki, Gadomiec-Wyraki, Goski-Wąsosze, Grabowo-Rżańce, Kaki-Mroczki, Kawieczyno-Saksary, Krajewo-Kłódki, Krajewo Wielkie, Krzynowłoga Mała, Łanięta, Łoje, Marianowo, Masiak, Morawy Wielkie, Ostrowe-Stańczyki, Ożumiech, Piastowo, Plewnik, Romany-Fuszki, Romany-Janowięta, Romany-Sebory, Romany-Sędzięta, Rudno Jeziorowe, Rudno Kmiece, Rudno-Kosiły, Skierkowizna, Świniary, Ulatowo-Adamy, Ulatowo-Czerniaki, Ulatowo-Zalesie, Ulatowo-Żyły, Wiktorowo.
Miejscowości bez statusu sołectwa: Borowe-Gryki, Gadomiec-Jebieńki, Grabowo-Skorupki, Grabowo-Zawady, Krajewo-Wierciochy, Ulatowo-Borzuchy, Ulatowo-Gać, Ulatowo-Janowięta, Zbrochy.

## Sąsiednie gminy
Chorzele, Czernice Borowe, Dzierzgowo, Jednorożec, Przasnysz